# Marele Duce Dmitri Constantinovici al Rusiei
Marele Duce Dimitri Constantinovici al Rusiei (rusă Димитрий Константинович; 13 iunie 1860 – 28 ianuarie 1919), a fost al cincilea copil din șase ai Marelui Duce Constantin Nicolaevici și verișor primar al Țarului Alexandru al III-lea. A urmat o carieră militară. Deși niciodată n-a jucat un rol politic, ca rudă a Țarului Nicolae al II-lea, a fost executat de bolșevici împreună cu verișorii săi: Marele Duce Nicolai Mihailovici, Marele Duce George Mihailovici și Marele Duce Paul Alexandrovici.

## Educație. Tinerețe
Marele Duce Dimitri s-a născut la Strelna la 13 iunie 1860. Când a împlinit vârsta de șapte ani, educația lui a fost încredințată lui Alexei Zelenoi, un ofițer care servise sub tatăl lui în marina imperială. Lecțiile au urmat cursul obișnuit: știință, aritmetică, rusă, istorie, geografie, arte, limbi străine. A învățat rusă, franceză, germană și engleză. Ca toți membri pe linie masculină a familiei Romanov, a fost destinat de la naștere unei cariere militare.
Tatăl lui Dimitri era amiral al marinei ruse și spera ca măcar unul dintre fiii săi să-i calce pe urme. Educația religioasă și-a pus puternic amprenta; toată viața va fi un om profund religios. A primit lecții de cântat și a învățat să cânte la pian și la vioară. Dimitri a fost un elev harnic și bun, politicos, atent și capabil. De asemenea, era foarte timid și introvertit, preferând să citească altor activități ale copilăriei. 
Căsnicia părinților era nefericită și Dimitri era încă copil când tatăl său și-a început o nouă familie cu amanta sa, o balerină rusă. avea 14 ani când fratele său mai mare Marele Duce Nicolae Constantinovici a fost dezmoștenit, declarat nebun și exilat într-un internat rus, după furtul câtorva diamante de la o icoană din dormitorul mamei sale. Marea Ducesă Alexandra Iosifovna i-a determinat pe ceilalți fii: Constantin în vârstă de 16 ani, Dimitri în vârstă de 14 ani și Viaceslav în vârstă de 12 ani să-i promită că nu vor bea niciodată și să nu uite niciodată că toate privilegiile bogăției și rangului lor erau destinate pentru utilizare și nu pentru plăcere. Crescuți în aceste condiții, tinerii mari duci Constantinovici au devenit grijulii și introspectivi. .
La vârsta de 15 ani, Dimitri și fratele său mai mic Viaceslav s-au înscris cadeți la bordul vasului Kadetski. Împreună, cei doi frați au suferit rigorile vieții pe mare. În 1877, la vârsta de 17 ani, Dimitri și-a făcut prima apariție publică oficială ca membru al familiei imperiale, alături de Alexandru al II-lea , tatăl său și verii săi Marele Duce Serghei și Marele Duce Paul într-o călătorie în sudul Rusiei în perioada de după războiul ruso-turc din 1877-1878.
Curând Dinitri și-a dezamăgit tatăl când a decis să abandoneze cariera în marină în favoarea armatei imperiale.

## Cariera militară

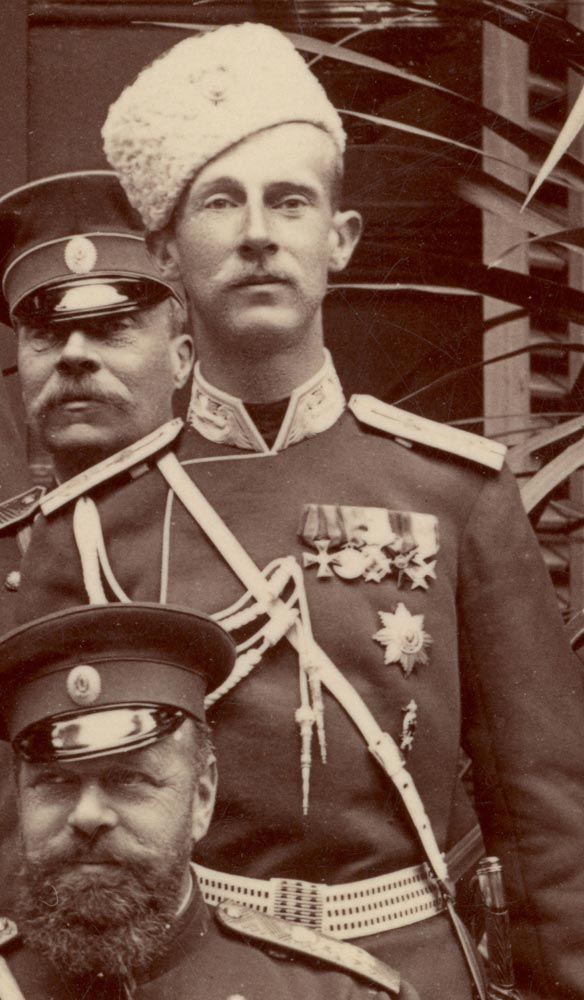
Marele Duce Dimitri. În fața lui este Țarul Alexandru al III-lea, 1893.

La 1 iunie 1880, Dimitri Constantinovici a fost numit în suita Țarului Alexandru al II-lea și a primit rangul de adjutant. Șase luni mai târziu, după ce și-a terminat instruirea, a fost numit locotenent în regimentul de gardă. A servit în acest regiment 12 ani ca ofițer subaltern și în cele din urmă comandant.
În 1880, după terminarea stagiului de pregătire la Academia de Stat Major, Dimitri a fost promovat ofițer. Prima sa apariție oficială a fost prevăzută pentru 1 martie 1881. Două ore după eveniment, unchiul său, Țarul Alexandru al II-lea, care a fost prezent la insistența Alexandrei Iosifovna, a fost asasinat. 
La 6 aprilie 1889, Marele Duce a fost promovat la rang de căpitan și i s-a dat comanda escadronului 2 al cavaleriei. Trei ani mai târziu, la 10 decembrie 1892 a fost promovat la rang de colonel. Dimitri era un comandant popular, un ofițer dur și exigent. Era mândru de soldații lui și preocupat de bunăstarea lor.
La 26 mai 1896, Țarul Nicolae al II-lea l-a promovat la grad de genaral maior iar trei luni mai târziu general în suita curții imperiale. la 19 decembrie 1904 a fost avansat la grad de general locotenet. 